# Коморув (Пшисуський повіт)
Коморув (пол. Komorów) — село в Польщі, у гміні Венява Пшисуського повіту Мазовецького воєводства.
Населення — 250 осіб (2011).
У 1975-1998 роках село належало до Радомського воєводства.

## Демографія
Демографічна структура станом на 31 березня 2011 року:
|          | Загалом | Допрацездатний вік | Працездатний вік | Постпрацездатний вік |
| -------- | ------- | ------------------ | ---------------- | -------------------- |
| Чоловіки | 125     | 27                 | 80               | 18                   |
| Жінки    | 125     | 20                 | 77               | 28                   |
| Разом    | 250     | 47                 | 157              | 46                   |